# Casa de Priego
La casa de Aguilar, también conocida como casa de Priego, es una casa nobiliaria española originaria de la Corona de Castilla. Su nombre proviene del señorío de Aguilar, su primer señorío creado por Fernando III El Santo en Aguilar de la Frontera, y del marquesado de Priego, el título que ostenta el jefe de la casa, mientras que el marquesado de Montalbán, era la dignidad que tradicionalmente llevaba su heredero. Uno de sus miembros más destacados fue Gonzalo Fernández de Córdoba, conocido como el gran capitán, fundador de la casa de Sessa. 
La casa de Priego es la rama principal del linaje de los Fernández de Córdoba, que originó numerosas ramas secundarias, como son la casa de Sessa, la casa de Cabra y la casa de Comares. Hoy en día, la casa de Priego está unida a la casa de Medinaceli.

## Títulos concedidos a la casa de Priego
- Señoríos de Aguilar y de Priego, creados a favor de Gonzalo Fernández de Córdoba y Ruiz de Biedma, III señor de Cañete de las Torres, por el rey Enrique II de Castilla;
- Marquesado de Priego, creado a favor de Pedro Fernández de Córdoba y Pacheco, VII señor de Aguilar en Córdoba,el 9 de diciembre de 1501 por el rey Fernando II de Aragón;
- Marquesado de Villafranca, creado a favor de Alfonso Fernández de Córdoba y Figueroa,en 1574 por el rey Felipe II;
- Marquesado de Montalbán, creado a favor de Pedro Fernández de Córdoba y Figueroa, IV marqués de Priego,el 19 de mayo de 1603 por el rey Felipe III.